# ドンゴ・ヌジャイ
ドンゴ・ヌジャイ（Ndongo N’diaye、1977年4月13日 - ）は、セネガル・ダカール出身の元プロバスケットボール選手である。ポジションはC。214cm（bj歴代第2位）、107kg。背番号55番。オーエスジーフェニックス時代の登録名は「ダンゴ・ダイ」。

## 経歴
高校卒業後にバスケ留学のため渡米し、プロヴィデンス大学とデラウェア大学にてNCAAで活躍。3-4年生の2年間で、52試合110ブロックショットを記録。
卒業後の2000年にNBAのサンアントニオ・スパーズのロスターとなる。
2001年以降はサマーリーグやレバノンリーグでプレー。
2002年に来日し、オーエスジーフェニックスで1シーズンプレー。
2003年以降、レバノン、フランス、アンゴラ、チュニジアなどで活躍。
2006年に日本で開催された世界選手権のセネガル代表に選ばれる。
2007年、再び来日し、同年よりbjリーグに参戦するライジング福岡と契約した。bj選手ではデービッド・ベンワーに次いで2人目のNBA経験者である。しかし、シーズン中に大怪我を負い、治療に専念するため選手契約を解除された。